# Acanthochitona saundersi
Acanthochitona saundersi is een keverslakkensoort uit de familie van de Acanthochitonidae. De wetenschappelijke naam van de soort is voor het eerst geldig gepubliceerd in 1987 door Gowlett & Zeidler.